# Greville Wynne
Greville Maynard Wynne (19 marzo 1919 – Londra, 28 febbraio 1990) è stato un ingegnere e uomo d'affari britannico reclutato dall'MI6 come spia britannica in Unione Sovietica, noto soprattutto per la sua collaborazione con Oleg Vladimirovič Pen'kovskij.

## Biografia
Nato il 19 marzo 1919 in una famiglia di minatori, Wynne conseguì una laurea in ingegneria elettrica presso l'Università di Nottingham. Dopo la fine della seconda guerra mondiale fondò due società, la Greville Wynne Limited e la Mobile Exhibition Limited; grazie a esse ebbe il permesso di viaggiare liberamente in tutto il mondo, anche in Europa orientale, all'epoca sotto l'influenza sovietica. Nel novembre 1960 Wynne fu reclutato dall'MI6 e gli fu chiesto di fare un viaggio a Mosca, dove avrebbe incontrato Oleg Pen'kovsky, un alto ufficiale del GRU.

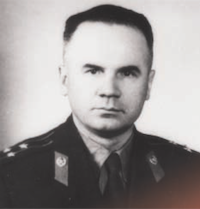
Oleg Penkovsky

Wynne in seguito divenne un intermediario fisso tra l'Unione Sovietica e il Regno Unito, contrabbandando con la collaborazione di Pen'kovsky documenti top-secret appartenenti ai servizi segreti sovietici. Le attività di spionaggio di Wynne e Penkovsky furono infine scoperte dal KGB durante la crisi missilistica cubana nell'ottobre 1962. Wynne venne arrestato il 2 novembre successivo a Budapest dai servizi speciali della Repubblica Popolare d'Ungheria e consegnato all'URSS.
Durante le indagini Wynne negò tutte le accuse, difendendosi abilmente, mentre Penkovsky, cercando di contrattare davanti alla Sezione militare della Corte suprema dell'URSS, ammise tutto. Il processo venne filmato e trasmesso in televisione. L'11 maggio 1963 il tribunale emise la sentenza: Penkovsky venne condannato alla pena capitale e Wynne a otto anni di prigione, di cui i primi tre in carcere e i successivi cinque in una colonia. Il 16 maggio 1963 Penkovsky venne fucilato.
Wynne fu sottoposto ad una dura detenzione nella Lubjanka e nell'aprile del 1964 venne rilasciato a causa del peggioramento delle sue condizioni di salute, grazie anche allo scambio con la spia sovietica Konon Molody (noto anche come Gordon Lonsdale). Lo scambio di spie avvenne il 22 aprile 1964 a Berlino al checkpoint di Heerstraße. Dopo il suo rilascio Wynne soffrì di depressione e alcolismo; morì a causa di un cancro alla gola al Cromwell Hospital di Londra il 28 febbraio 1990, all'età di 70 anni.

## Opere
Wynne scrisse due opere sul suo lavoro per i servizi segreti britannici: The Man From Moscow (1967) e The Man From Odessa (1981). In questi libri, Wynne afferma di essere stato reclutato dall'MI5 già nella seconda guerra mondiale, molto prima del suo lavoro con Penkovsky.
Tuttavia, gli storici mettono in dubbio questo racconto. Gli autori di The Spy Who Saved the World hanno scritto: "Lui [Wynne] non aveva alcuna precedente esperienza o addestramento con l'intelligence". Altri studiosi hanno fatto valutazioni simili, affermando che Wynne era un civile al momento del suo reclutamento da parte dell'MI6 nel 1960.

## Nella cultura di massa
- Nel 1967 Wynne interpretò se stesso nell'episodio del 23 maggio di To Tell the Truth, ricevendo due dei quattro voti possibili.[8]
- Wynne è stato interpretato da David Calder nella serie televisiva della BBC del 1984 Wynne and Penkovsky.[9]
- È stato interpretato da Peter Lindford nel docu-drama della BBC Television del 2007 Nuclear Secrets.[10]
- È stato interpretato da Benedict Cumberbatch nel film L'ombra delle spie.[11]